# Typhlocyba pomaria
Typhlocyba pomaria är en insektsart som beskrevs av Mcatee 1926. Typhlocyba pomaria ingår i släktet Typhlocyba och familjen dvärgstritar. Inga underarter finns listade i Catalogue of Life.